# Sheepshead Bay (stacja metra)
Sheepshead Bay – stacja metra nowojorskiego, na linii B i Q. Znajduje się w dzielnicy Brooklyn, w Nowym Jorku i zlokalizowana jest pomiędzy stacjami Neck Road i Brighton Beach. Została otwarta w 1908.